# Bloqueio de ramo
Bloqueio de ramo ou bloqueio cardíaco é  uma doença no sistema de condução elétrica do coração. Os principais sintomas da doença são tontura, síncope (desmaio) e palpitações.